# 3235 Melchior
3235 Melchior è un asteroide della fascia principale. Scoperto nel 1981, presenta un'orbita caratterizzata da un semiasse maggiore pari a 2,6873545 UA e da un'eccentricità di 0,2418574, inclinata di 13,47623° rispetto all'eclittica.
L'asteroide è dedicato al geofisico belga Paul Jacques Léon Melchior.